# ليون هيوز
ليون هيوز (بالإنجليزية: Leon Hughes)‏ هو منشد أمريكي، ولد في 6 مايو 1930.